# La Salica
La Salica és una masia de Sant Martí de Llémena (Gironès) inclosa a l'Inventari del Patrimoni Arquitectònic de Catalunya.

## Descripció
És un conjunt format per la pallissa, l'era i la masia. L'era està situada al costat dret de la masia i pujant un tros de rampa. La pallissa és independent.
La masia és de planta rectangular, planta baixa, un pis i sota teulat. La coberta és a dues aigües, amb el carener paral·lel a la façana principal, formada per una mena de porxo o galeria de composició simètrica, amb dos arcs de punt rodó a la planta baixa i tres al pis (el del centre carpanell i més gran), flanquejats per dos finestres de llinda plana. Des de l'era hi ha una entrada secundària que dona a la façana lateral dreta. És coberta amb cairats de fusta, visibles a la façana.
Pallissa situada al costat dret de la façana principal de Can Salica, davant l'era que guanya un fort desnivell i que la relaciona amb una altra pallissa més senzilla situada al seu davant. De planta rectangular, teulat a dues aigües, carener perpendicular a la façana principal i d'una nau, amb paret de pedra al costat dret i que enllaça amb la barana de l'era i dos pilars rodons a l'altre costat, proper a la masia. La paret posterior s'enrasa amb la façana principal de la masia. Els dos pilars rodons se situen, un al centre, aguantant el cairat central, i l'altre al costat esquerre, girant vers la masia.
Hi ha un forjat enmig dels cairats de fusta i una escala lateral a l'esquerra.